# 肩難產
肩難產（英語：Shoulder dystocia），係指產婦分娩時，嬰兒頭部已伸出來，但肩前卻卡在產婦的恥骨弓之情形，嬰兒的頭部縮回陰道，就像烏龜一樣，稱之為「烏龜徵」（turtle sign）。肩難產的併發症包含臂神經叢損傷和鎖骨骨折；產婦的併發症則有陰道撕裂、會陰撕裂、產後出血和子宮破裂。
肩難產的危險因子包括妊娠糖尿病、先前曾發生過肩難產或手術陰道分娩、產婦本身肥胖、胎兒尺寸過大、與硬脊膜外麻醉。嬰兒的頭產出後一分鐘內肩膀無法產出，可診斷為肩難產。肩難產屬於難產的一種。
肩難產為產科急症。對於採仰臥姿勢的產婦，一開始可以嘗試將腿向外及向上推、在恥骨上方對腹部加壓、以及會陰切開術，以解除嬰兒肩膀的桎梏。如果以上的努力無效，可能會嘗試以徒手旋轉嬰兒的肩膀或嘗試使用四肢手法。肩難產的發生率約占所有陰道分娩的0.4%到1.4%。肩難產導致死亡的案例非常少見。

## 外部連結
- GLOWM video showing management of shoulder dystocia （页面存档备份，存于）